# Editorial Anagrama
Editorial Anagrama és una editorial espanyola, fundada per Jordi Herralde Grau el 1969. En el seu catàleg hi figuren més de 2500 títols i poden trobar-s'hi molts dels autors contemporanis més significatius en l'àmbit de la narrativa i l'assaig, tant en traduccions com en llengua espanyola. Les seves col·leccions actuals més importants són "Narratives hispàniques", conformada per autors de ficció en llengua espanyola, entre els quals cap destacar Sergio Pitol, Enrique Vila-Matas, Roberto Bolaño, Ricardo Piglia, Javier Tomeo o Álvaro Pombo (encara que també hi publicaren Javier Marías o Antonio Soler als incicis de la seva carrera), "Panorama de narrativas" (ficció estrangera, amb Thomas Bernhard, Vladimir Nabokov, Ian McEwan, Albert Cohen, Martin Amis, Norman Mailer, Catherine Millet, Alessandro Baricco o Roberto Calasso) i "Argumentos" (una de les col·leccions més antigues, formada per assajos de tota tipologia a càrrec de pensadors, filòsofs i escriptors contemporanis).
L'editorial concedeix dos guardons anuals per a obres inèdites, de gran prestigi intel·lectual en l'àmbit de parla hispana: el Premi Anagrama d'Assaig, des de 1973, i el Premi Herralde, des de 1983. Per convocar el primer, en què havia treballat des de la seva concepció el 1970, Jordi Herralde va haver d'esquivar la censura franquista, que va bloquejar el projecte durant un any. L'Anagrama del 1973 va ser per Xavier Rubert de Ventós, i des de llavors ha distingit destacats assagistes i escriptors (principalment espanyols) com Eugeni Trias, Pere Gimferrer, Fernando Savater, Lluís Racionero, Carmen Martín Gaite, José Antonio Marina, Soledad Puértolas i el mexicà Carlos Monsiváis. La convocatòria el 1983 del Premi Herralde de Novel·la va coincidir, per altra banda, amb la creació de la col·lecció "Narratives Hispàniques", primera incursió del segell en la ficció en llengua espanyola; premi i col·lecció van contribuir decisivament a la divulgació dels novel·listes espanyols del moment.
El mes de desembre de 2010 Jordi Herralde, el seu director, va iniciar la venda de l'empresa a l'editorial italiana Giangiacomo Feltrinelli Editore, mitjançant un procés gradual d'ampliació de percentatge de participacions. El 2016 l'empresa ja tenia el 99% de les accions i el gener del 2017 Herralde va anunciar que abandonava la direcció, assumint-la Sílvia Sesé.
Entre els dissenyadors gràfics que han treballat per a l'editorial es troba la dissenyadora catalana Núria Duran Llinàs.

## En català
L'editorial Anagrama, que tradicionalment publica en castellà, va presentar el 28 de gener de 2014, el llançament de la nova col·lecció Llibres Anagrama en llengua catalana. Els quatre primers títols de la col·lecció són Una setmana de vacances, de l'escriptora francesa Christine Angot; La millor oferta, de Giuseppe Tornatore, l'obra Barbablava, d'Amélie Nothomb, i finalment Ampliació del camp de batalla, de Michel Houellebecq. A partir de 2016 s'atorga el Premi Anagrama de novel·la en català, destinat a obres inèdites.